# Sayuri Yamaguchi
Sayuri Yamaguchi (山口 小百合 Yamaguchi Sayuri?,  nacido el 25 de julio de 1966 en Shizuoka) es una exfutbolista japonesa que jugaba como defensa.
Yamaguchi jugó 29 veces para la selección femenina de fútbol de Japón entre 1981 y 1993. Yamaguchi fue elegida para integrar la selección nacional de Japón para los Copa Mundial Femenina de Fútbol de 1991.

## Trayectoria

### Clubes
| Club                            | País  | Año         |
| ------------------------------- | ----- | ----------- |
| Shimizudaihachi SC              | Japón | 1981 - 1988 |
| Suzuyo Shimizu FC Lovely Ladies | Japón | 1989 - 1995 |
| Tasaki Perule FC                | Japón | 1996 - 2000 |

### Selección nacional
| Selección | País  | Año         |
| --------- | ----- | ----------- |
| Absoluta  | Japón | 1981 - 1993 |

## Estadística de equipo nacional
| Selección femenina de fútbol de Japón | Selección femenina de fútbol de Japón | Selección femenina de fútbol de Japón |
| Año                                   | Partidos                              | Goles                                 |
| ------------------------------------- | ------------------------------------- | ------------------------------------- |
| 1981                                  | 2                                     | 0                                     |
| 1982                                  | 0                                     | 0                                     |
| 1983                                  | 0                                     | 0                                     |
| 1984                                  | 3                                     | 0                                     |
| 1985                                  | 0                                     | 0                                     |
| 1986                                  | 13                                    | 0                                     |
| 1987                                  | 0                                     | 0                                     |
| 1988                                  | 0                                     | 0                                     |
| 1989                                  | 0                                     | 0                                     |
| 1990                                  | 1                                     | 0                                     |
| 1991                                  | 9                                     | 1                                     |
| 1992                                  | 0                                     | 0                                     |
| 1993                                  | 1                                     | 0                                     |
| Total                                 | 29                                    | 1                                     |